# Sarabande de Bonis
Pour les articles homonymes, voir Sarabande (homonymie).
La Sarabande, op. 82, est une œuvre de la compositrice Mel Bonis, datant de 1906.

## Composition
Mel Bonis compose sa Sarabande dans deux versions, l'une pour piano, l'autre pour orchestre. Les deux versions sont publiées aux éditions Demets en 1909, puis rééditées aux éditions Furore en 2015 pour la version piano et en 2019 pour la version orchestrale. L'œuvre est dédiée à Jeanne Domange.

## Analyse
La Sarabande fait partie d'un petit corpus d'œuvres qui regroupe des pastiches de musique du XVIIIe siècle.
La pièce est adjointe à la Bourrée et la Pavane dans un triptyque.
L'œuvre est à rapprocher de la Suite Holberg du compositeur norvégien Edvard Grieg, mais aussi de la Sarabande de Claude Debussy dans sa suite Pour le piano.
Dans la Sarabande de Mel Bonis comme dans celle de Grieg, la convention consistant à accentuer le deuxième temps est respectée. Le rythme et la ligne mélodique du début des deux œuvres sont similaires. Dans la version pour piano, le compositeur comme la compositrice ont harmonisé le début de leurs mélodies de la même façon : par des triades parallèles à la main droite tandis que la main gauche décrit une ligne descendante. La Sarabande de Mel Bonis montre des détails de précision et de méticulosité dans le rythme et les nuances pour rendre la délicatesse de l'articulation à l'ancienne.

## Réception
L'œuvre est créée le 22 mai 1906 à la Salle Berlioz, par Gabrielle Monchablon. La partition est jouée en même temps que son Quatuor no 1, ses Variations, sa Barcarolle et sa Pavane. Des critiques sont parues dans le Paris musical et dramatique, le Guide musical, le Courrier musical et le Mercure musical.
La même année, la Sarabande est jouée sous sa forme orchestrale par l'Orchestre de la Société nationale de musique. Seuls le Mercure musical et le Courrier musical en rapportent des échos. Louis Laloy, dans le Mercure musical dit de la Sarabande qu'elle fait partie des « œuvres sincères, correctement écrites, mais où la personnalité fait quelque peu défaut ». Auguste Sérieyx précise que l'écriture en est « correcte et soignée ».

## Edition disponible

### Version pour piano
- In Mel Bonis, œuvre pour piano, vol. 11, Danses C, éd. Furore.

### Version pour orchestre
- in Mel Bonis, Trois danses, éd. Furore, 2019

## Discographie

### Version pour piano
- Mel Bonis, pièces pour piano, par Lioubov Timofeïeva, Voice of Lyrics C341, 1998 (BNF 38529839)
- L'ange gardien, par Laurent Martin (piano), Ligia Digital LIDI 01033181-07, 2007 (OCLC 884450880)
- Le diamant noir, par Laurent Martin (piano), Ligia Digital, 2016

### Version pour orchestre
- Mel Bonis : Symphonic Works, Bucharest Symphony Orchestra, Benoît Fromanger (dir.), Le Chant de Linos CL 1287.

## Sources
Étienne Jardin, Mel Bonis (1858-1937) : parcours d'une compositrice de la Belle Époque, 2020 (ISBN 978-2-330-13313-9 et 2-330-13313-8, OCLC 1153996478, lire en ligne)